# Presbytère d'Étienville
L'ancien presbytère d'Étienville est un édifice, de la fin du XVe siècle, qui se dresse sur la le territoire de la commune française d'Étienville, dans le département de la Manche, en région Normandie. L'édifice est partiellement inscrit au titre des monuments historiques.

## Localisation
Le presbytère est situé à proximité de l'église Saint-Georges d'Étienville et du château, dans le département français de la Manche.

## Description
Le bâtiment daté de la fin du XVe siècle est flanqué de deux tours circulaires. Cette haute construction ramassée a conservé quelques fenêtres à meneaux.

## Protection
Les façades et toitures sont inscrites au titre des monuments historiques par arrêté du 17 mars 1975.